# Коншо (Тревизо)
Коншо је насеље у Италији у округу Тревизо, региону Венето.
Према процени из 2011. у насељу је живело 1082 становника. Насеље се налази на надморској висини од 6 м.